# Pamparama
Pamparama là một chi bướm đêm thuộc họ Noctuidae.

## Các loài
- Pamparama acuta (Freyer, 1838)